# Bedarabudihal, Badami
Bedarabudihal là một làng thuộc tehsil Badami, huyện Bagalkot, bang Karnataka, Ấn Độ.